# Songs we sang (lied)
Songs we sang is een nummer van de Zweedse band The Hep Stars. Het werd geschreven door Benny Andersson (later ABBA) en Lars Berghagen, twee songwriters die in hun loopbaan veel met het Eurovisiesongfestival kregen te doen. Het nummer verscheen op het album Songs we sang 68 (1968).
Het werd een jaar later gecoverd door The Cats op hun album Colour us gold (1969) dat de titel dankt aan het feit dat het al bij inschrijving de status van goud had bereikt. Songs we sang verscheen hetzelfde jaar ook nog op hun gelijknamige verzamelalbum.
Een andere cover kwam van de Amerikaanse zangeres Africa Yarbo die het in 1969 bij het Nederlandse label Philips op de B-kant van haar single Dead end liet persen.